# Жан-Марк Барр
Жан-Марк Барр (фр. Jean-Marc Barr; *27 вересня 1960, Бітбурґ) — французький актор та режисер.

## Біографія
Жан-Марк народився 27 вересня 1960 року в німецькому місті Бітбург. Він виріс у інтернаціональній сім'ї: його мати — француженка, а батько — американський льотчик, який брав участь у Другій світовій війні.
Жан-Марк Барр отримав гуманітарну освіту в Каліфорнійському університеті, Лос-Анджелес, також в Сорбонні та на драматичному відділенні Паризької консерваторії. Переїхавши до Лондона, він продовжив навчання в знаменитій Школі Музики та Драми «Гілдхолл».
Велике захоплення Шекспіром змінило коло його схильностей та занять. У театрі та кіно Барр працює з 1980-х років. У 1986 році Жан-Марк переїхав до Франції, де почав виступати у театрі. Крім того, він брав участь у декількох телевізійних та кінематографічних проектах, однак без особливого успіху. Прославився Жан-Марк лише після виконання головної ролі у фільмі Люка Бессона «Блакитна безодня» (номінація «найкращий актор року» на премію «Сезар», 1989). У тому ж році Барр бере участь у лондонській театральній постановці Теннессі Вільямса «Орфей спускається у пекло», де стає партнером Ванесси Редгрейв.
Найсильніший вплив на формування творчої індивідуальності Барра відіграла його багаторічна співпраця із Ларсом фон Трієром («Європа», 1991, «Розсікаючи хвилі», 1996, «Та, що танцює у темряві», 2000).
Разом із своїм постійним співавтором Паскалем Арнольдом Барр, натхненний маніфестом Ларса фон Трієра «Догма-95», вирішив піти по її постулатах. Незабаром відбувся його режисерський дебют. Замість одного фільму, як задумувалось, Барр та Арнольд зняли цілу трилогію, що тримала назву «Трилогія свободи». Вони намагались креслити територію свободи у трьох вимірах: кохання («Коханці», 1999), секс («Надто багато плоті», 2000), дух («Просвітлення», 2001). Проект був підтриманий першим комерційним каналом французького телебачення TF1 та став гучною культурною подією у європейської інтелектуальних колах.

## Фільмографія
Актор
- 1984 — Король-жабеня / The Frog Prince — Джеймс
- 1985 — Цар Давид / King David — Авессалом
- 1988 — Блакитна безодня / Le Grand Bleu — Жак Майоль
- 1991 — Європа / Europa — Леопольд Кесслер
- 1992 — Чума / La Peste - Jean Tarrou (Жан Тарру)
- 1994 — Улюблений син / Le Fils préféré
- 1995 — Пан капітан або крокуючи в темряві[fr] — Сільвіо Роатто
- 1996 — Розсікаючи хвилі / Breaking the Waves — Terry
- 2000 — Та, що танцює у темряві / Dancer in the Dark — Norman
- 2002 — Червона сирена / La Sirène rouge — Hugo Cornelius Toorop
- 2003 — Ключі від машини / Les Clefs de bagnole
- 2003 — Розлучення / Le Divorce
- 2005 — Рачки і черепашки / Crustacés et Coquillages — Дідьє
- 2011 — Лігво Вуїври / Le Repaire de la Vouivre (мінісеріал) — Поль Пратт
- 2013 — Німфоманка / Nymphomaniac
- 2018 — Погані банки / Bad Banks

Режисер
- 1999 — Коханці / Lovers
- 2000 — Надто багато плоті / Too Much Flesh
- 2001 — Просвітлення / Being light
- 2006 — У кожного своя ніч / Chacun sa nuit
- 2011 — Переклад з американської / American Translation
- 2012 — Сексуальні хроніки французької сім'ї / Chroniques sexuelles d'une famille d'aujourd'hui